# Dirty Weapons
Dirty Weapons è il quarto album dei Killer Dwarfs, pubblicato nel 1990 per l'etichetta discografica Epic Records.
Dirty Weapons venne prodotto da Andy Johns, già noto per le sue collaborazione con gruppi come Autograph, Cinderella, Gary Moore. L'album si piazzò alla posizione 151 della classifica di Billboard. Nel 2000 è stato ristampato con l'aggiunta di 5 tracce bonus dalla piccola etichetta Collectables Records.

## Tracce
1. Dirty Weapons (Graham, Hall) 3:38
2. Nothin' Gets Nothin' (Graham, Hall) 3:26
3. All That We Dream (Graham, Hall) 4:30
4. Doesn't Matter (Elliott, Graham, Hall) 4:39
5. Last Laugh (Graham, Hall) 3:33
6. Comin' Through (Graham, Hall) 3:39
7. One Way Out (Graham, Hall) 3:32
8. Appeal (Graham, Hall) 3:36
9. Not Foolin' (Graham, Hall)	3:52
10. Want It Bad (Graham, Hall) 4:36
11. Method to the Madness (Finn, Graham, Maryer, Millar) 4:08 *
12. Give and Take (Finn, Graham, Maryer, Millar) 3:50 *
13. Look Around (Finn, Graham, Maryer, Millar) 4:55 *
14. G.T.Y. (Goodbye to Yesterday) (Finn, Graham, Maryer, Millar) 4:13 *
15. Cowboys and Conmen (Finn, Graham, Maryer, Millar) 4:59 *

*Bonus track aggiunte nella ristampa del 2000 pubblicata dalla Collectables Records.

## Formazione
- Russ "Dwarf" Graham - voce
- Mike "Dwarf" Hall - chitarra
- Bad Ronbo "Dwarf" Mayer - basso
- Darrell "Dwarf" Millar - batteria